# علم (كامبريدجشير)
علم (بالإنجليزية: Elm, Cambridgeshire)‏ هي قرية و أبرشية مدنية تقع في المملكة المتحدة في إنجلترا. يقدر عدد سكانها بـ 3,295 نسمة .